# Cartoon Explosion
Cartoon Explosion je album hrvatske grupe Lollobrigida Girls iz 2005. godine.

## Podaci
Album se temelji na demo-CD-u snimljenom u kućnoj produkciji autorice Ide Prester. Album je snimljen poluamaterski, sa skladbama sastavljenim na kućnom računalu, uz pomoć freeware programa poput Frooty Loopsa, a potom produciran od Svadbasa, koji su među najboljim domaćim producentima. Pazilo se, ipak, da se u produkciji ne izgubi zafrkantski amaterski prizvuk, pošto su Lollobrigida Girls pobornice trash kulture. U 2006. album je bio nominiran za nagradu Porin, u kategoriji najbolji album urbane glazbe. Porina je te godine dobila grupa Leut Magnetic.

## Popis skladbi
Autor skladbe Undercover Lover je DJ Ludwig. Autor tekstova svih skladbi je Ida Prester. Glavni autor glazbe je Ida Prester, na dvije pjesme u su-autorstvu s Daliborom Platenikom. Autorski doprinos na dvije skladbe dao je i Idin brat Janko (aka. Jan Peters). Designer covera je Peđa Nikolić.
1. Pozdravni govor
2. Party
3. Bubblegum Boy
4. Straight Edge
5. Katarina Velika
6. Cut'n Paste
7. Ružna djevojka
8. Es geht darum
9. Electric Blue
10. Undercover Lover
11. Pop Star
12. Nesretan Božić
13. Heart Eater
14. Broj 2

## Singlovi
S "Cartoon Explosiona" skinuta su zasad četiri singla; plan je Lollobrigida izdati svih četrnaest skladbi s albuma u obliku singlova.
- "Party" (poznat i kao "The Party")
- "Nesretan Božić"
- "Straight Edge"
- "Bubblegum Boy"

## Vanjske poveznice
- Službena web-stranica sastava
- MySpace stranica banda